# Believe (chanson de Cher)
Pour les articles homonymes, voir Believe.
Singles de Cher
Paradise Is Here
(1996) Strong Enough
(1999)
Pistes de Believe
The Power
Believe est une chanson de l'artiste américaine Cher, issue de son 22e album, Believe, et sortie en single 1998 sous le label Warner Bros. Records.
"Believe" a été enregistré à la mi-1998 à Kingston upon Thames, Londres, au studio Dreamhouse exploité par Metro Productions. Il a été assemblé avec Cubase VST sur un ancien modèle Power Macintosh G3, avec des synthétiseurs comprenant un Clavia Nord Rack et un Oberheim Matrix 1000. La voix de Cher a été enregistrée sur trois enregistreurs audio numériques TASCAM DA-88 avec un microphone Neumann U67. 
Les effets sur la voix de Cher ont été obtenus à l'aide du logiciel de correction de hauteur Auto-Tune qui a été conçu pour être utilisé subtilement afin de corriger les notes aiguës ou plates dans les performances vocales. Cependant, Taylor a utilisé des réglages extrêmes pour créer des corrections anormalement rapides, supprimant ainsi le portamento, le glissement naturel entre les hauteurs du chant. Taylor a déclaré que c'était « la partie du projet la plus éprouvante pour les nerfs », car il n'était pas sûr de la réaction de Cher. Celle-ci a approuvé et a insisté pour que l'effet demeure lorsque Warner voulait qu'il soit supprimé. Dans une tentative de protéger leur méthode, les producteurs ont d'abord affirmé qu'elle avait été réalisée à l'aide d'un vocodeur. L'effet a été largement imité depuis et est devenu connu sous le nom d'"effet Cher".

## Succès commercial
Après sa sortie en single, Believe devient un tube planétaire. Aux États-Unis, la chanson arrive en tête du hit-parade Billboard Hot 100 dès le 13 mars 1999. À 52 ans, Cher est la chanteuse la plus âgée à être numéro un. Believe est son premier numéro un depuis Dark Lady en 1974. Il s'est également écoulé une période record de 33 ans, sept mois et trois semaines depuis I Got You Babe en 1965.

## Crédits et personnel
| - Cher – chant - Mark Taylor – producteur, arrangeur, programmation, claviers - Gypsyland – chœurs, guitare - Adam Phillips – guitares additionnelles - Brian Rawling – réalisation - Brian Higgins – composition - Stuart McLennen – composition | - Paul Barry – composition - Steven Torch – composition - Matthew Gray – composition - Timothy Powell – composition - Robin Smith – arrangeur - Ryan Art – designer - Michael Lavine – photographie de couverture - Rob Dickins – producteur exécutif |

Crédits adaptés des notes de pochette de l'album  Believe .

## Formats et liste des pistes
CD single aux États-Unis
1. "Believe" (album version) – 3:59
2. "Believe" (Xenomania Mix) – 4:20

Maxi single aux États-Unis et au Canada
1. Believe (album version) – 3:59
2. Believe (Phat 'N' Phunky Club Mix) – 7:42
3. Believe (Club 69 Phunk Club Mix) – 8:44
4. Believe (Almighty Definitive Mix) – 7:36
5. Believe (Xenomania Mad Tim and the Mekon Club Mix) – 9:15
6. Believe (Club 69 Future Anthem Mix) – 9:20
7. Believe (Grips Heartbroken Mix) – 9:12
8. Believe (Club 69 Future Anthem Dub) – 7:33
9. Believe (Club 69 Phunk Dub) – 7:04
10. Believe (Phat 'N' Phunky 'After Luv' Dub) – 6:22

CD single version 1 en Europe et au Royaume-Uni
1. Believe (album version) – 4:01
2. Believe (Almighty Definitive Mix) – 7:38
3. Believe (Xenomania Mix) – 4:20

CD single version 2 en Europe et au Royaume-Uni
1. Believe (album version) – 3:58
2. Believe (Grips Heartbroken Mix) – 9:12
3. Believe (Club 69 Future Mix) – 6:50

## Performances dans les hit-parades
| Classement (1998)                       | Meilleure position |
| --------------------------------------- | ------------------ |
| Allemagne (Media Control AG)            | 1                  |
| Australie (ARIA)                        | 1                  |
| Autriche (Ö3 Austria Top 40)            | 2                  |
| Belgique (Flandre Ultratop 50 Singles)  | 1                  |
| Belgique (Wallonie Ultratop 50 Singles) | 1                  |
| Canada (RPM)                            | 2                  |
| Danemark (Tracklisten)                  | 1                  |
| Espagne (Promusicae)                    | 1                  |
| Europe (Eurochart Hot 100)              | 1                  |
| Finlande (Suomen virallinen lista)      | 6                  |
| France (SNEP)                           | 1                  |
| Irlande (IRMA)                          | 1                  |
| Italie (FIMI)                           | 1                  |
| Norvège (VG-lista)                      | 1                  |
| Nouvelle-Zélande (RMNZ)                 | 1                  |
| Pays-Bas (Nederlandse Top 40)           | 1                  |
| Royaume-Uni (UK Singles Chart)          | 1                  |
| Suède (Sverigetopplistan)               | 1                  |
| Suisse (Schweizer Hitparade)            | 1                  |
| États-Unis (Hot 100)                    | 1                  |
| États-Unis (Dance Club Songs)           | 1                  |

| Pays (1998)         | Position |
| ------------------- | -------- |
| Allemagne           | 14       |
| Australie           | 43       |
| Autriche            | 16       |
| Belgique (Flandre)  | 4        |
| Belgique (Wallonie) | 19       |
| France              | 24       |
| Pays-Bas            | 82       |
| Suisse              | 18       |
| Pays (1999)         | Position |
| Allemagne           | 38       |
| Australie           | 6        |
| Autriche            | 21       |
| Belgique (Wallonie) | 25       |
| France              | 13       |
| Pays-Bas            | 9        |
| Suisse              | 8        |
| États-Unis          | 1        |

## Certification
| Région                                                                                                 | Certification | Ventes/Streams |
| --- | ------------- | -------------- |
| France (SNEP)                                                                                          | Diamant       |                |
| *Ventes selon la certification ^Mise en rayon selon la certification xNon précisé par la certification |               |                |

## Reprise
- En janvier 2016, Madilyn Bailey fait une reprise acoustique de cette chanson[41].
- En 2019, Adam Lambert sort une reprise de la chanson en tant que single[42].

- En 2020, la chanson est reprise par Bilal Hassani dans le film Eurovision Song Contest: The Story Of Fire Saga
- En juin 2021, à l'occasion du Pride Month, Miley Cyrus fait une reprise de cette chanson lors de son événement Stand by You